# Håhelleregga
Die Håhelleregga (norwegisch für Haihöhlengrat) ist ein unregelmäßig geformter Gebirgskamm im ostantarktischen Königin-Maud-Land. Im Mühlig-Hofmann-Gebirge ragt er nördlich des Håhellerskarvet auf.
Norwegische Kartographen, die ihn auch benannten, kartierten ihn anhand von Vermessungen und Luftaufnahmen der Dritten Norwegischen Antarktisexpedition (1956–1960).